# Дулов, Андрей Васильевич
Ду́лов Андре́й Васи́льевич (21 октября 1924, Ленинград — 15 декабря 2018, Минск) — советский и белорусский учёный-криминалист и судебный психолог, доктор юридических наук, профессор, заслуженный деятель науки Республики Беларусь (2004).

## Биография
Родился в Ленинграде 21 октября 1924 года. Свою трудовую деятельность начал с 1939 года, работал электромонтёром на ленинградском заводе «Красная заря».
Во время Великой Отечественной войны пошёл на фронт добровольцем. В июле—ноябре 1941 года — старший сержант 1-й дивизии ополчения в составе ленинградского фронта. В конце 1941 года был тяжело ранен, в результате чего потерял руку.
В 1944—1951 являлся работником прокуратуры Ленинграда: следователь прокуратуры Ленинского района, старший следователь прокуратуры Ленинграда.
С 1952 по 1958 год — аспирант, затем ассистент Ленинградского государственного университета.
В 1955 году в Ленинграде защитил диссертацию на соискание ученой степени кандидата юридических наук по теме «Экспертиза на предварительном следствии».
В 1958 году начал преподавательскую и научную деятельность в Белорусском государственном университете. Исследования проблем судебной экспертизы стали основой его докторской диссертации, защищённой в 1964 году в МГУ им. М. В. Ломоносова (её тема — «Проблемы теории судебной экспертизы»).
По инициативе А. В. Дулова в 1972 году в Белорусском государственном университете была создана кафедра криминалистики, заведующим которой он был до 1990 года. Впервые в СССР на юридическом факультете Белорусского государственного университета был введён курс «Судебная психология». Помимо этого А. В. Дулов был руководителем научной школы «Формирование и совершенствование организации, стратегии и методологии борьбы с преступностью».

## Научная деятельность
Профессор А. В. Дулов разработал новые направления в криминалистике: теория тактичных операций при расследовании преступлений, системой методов расследования преступлений, учение «криминальные стратегии», которые нашли своё отражение в учебном пособии «Криминалистика». Архивная копия от 6 октября 2017 на Wayback Machine Является автором более 500 научных работ.
В сфере научных интересов профессора многие годы находилась проблема этики в праве. Под его руководством защитили диссертации более 40 кандидатов юридических наук, 4 из которых стали докторами юридических наук.

## Награды и премии
- Орден Отечественной войны I и II степеней
- Медаль «За заслуги и развитие криминалистики» Российского отделения ЮНЕСКО
- Лауреат двух Почетных грамот Президиума Верховного Совета БССР (1961, 1981)
- Лауреат премии им. В. И. Пичеты (1999)
- «Заслуженный деятель науки Республики Беларусь» (2004)
- Грамота Высшего Хозяйственного Суда Республики Беларусь (2010)
- Почетная грамота Генеральной прокуратуры Республики Беларусь (2010)
- Почетное звание «Заслуженный работник Белорусского государственного университета» (2011)
- Лауреат высшей юридической премии «Фемида» в номинации «За вклад в юридические науки» (2013)
- Благодарность Белорусского государственного университета (2014)
- Почетная грамота Высшей аттестационной комиссии Республики Беларусь (2018)